# Tritonia hombergii
Tritonia hombergii Cuvier, 1803 è un mollusco nudibranchio della famiglia Tritoniidae.